# ジダット・アル＝ハラシース平原

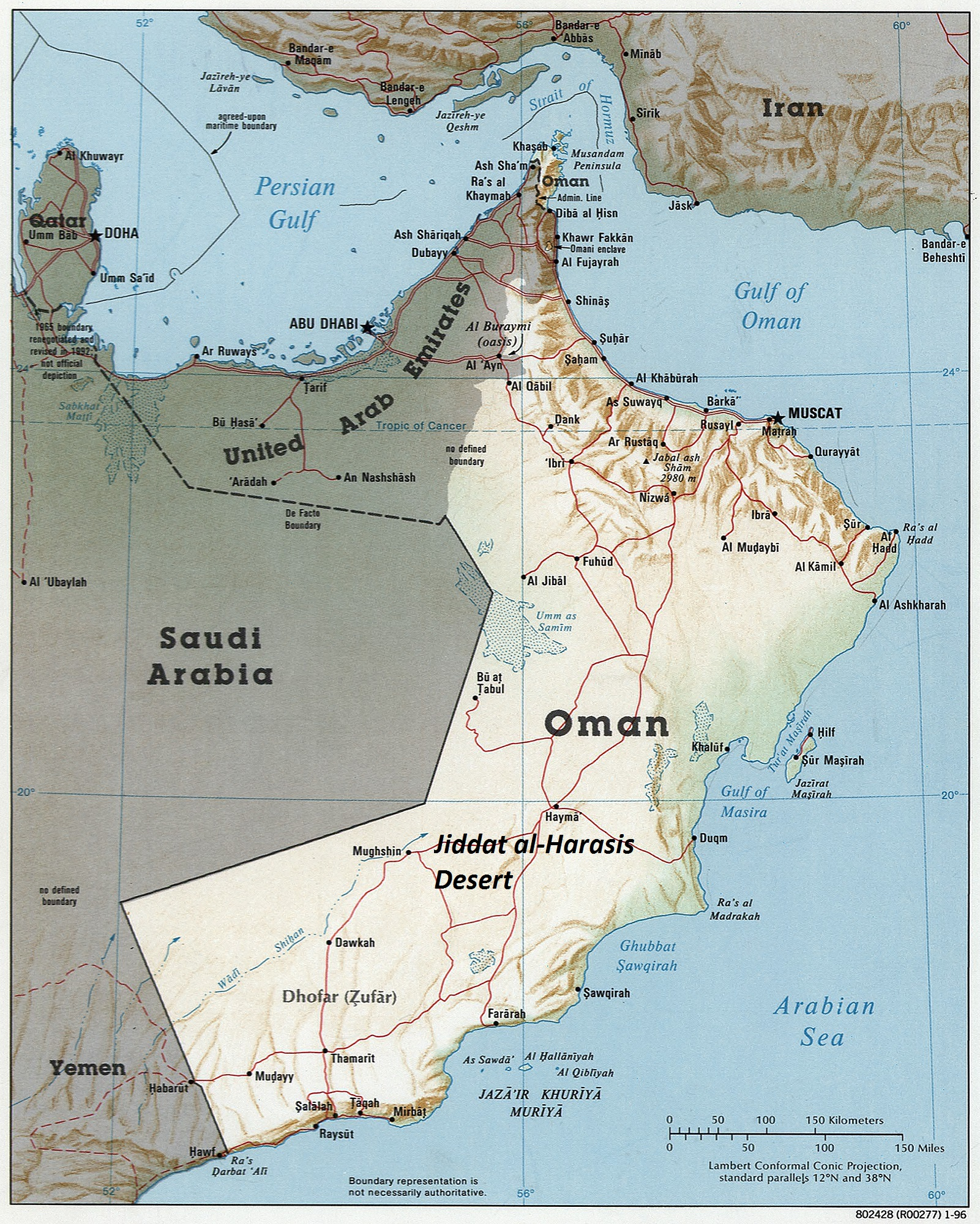
オマーンにおけるジダット・アル＝ハラシース平原の位置

ジダット・アル＝ハラシース平原は、オマーンの南部の中央部に位置し、ドファール特別行政区にある砂漠地帯である。また、オマーン最大の隕石が存在する地帯である。アラビアオリックスの保護区で、1994年に世界遺産として登録されたが、2008年に抹消された。絶滅危惧種であるフサエリショウノガンをふくむ160種を超える野鳥とアラビアオリックス、アラビアガゼルがここに生息している。19世紀のハラシース人の到来までここに定住する人はいなかった。